# Jardinier tacheté
Chlamydera guttata
Espèce
Statut de conservation UICN

 LC  : Préoccupation mineure

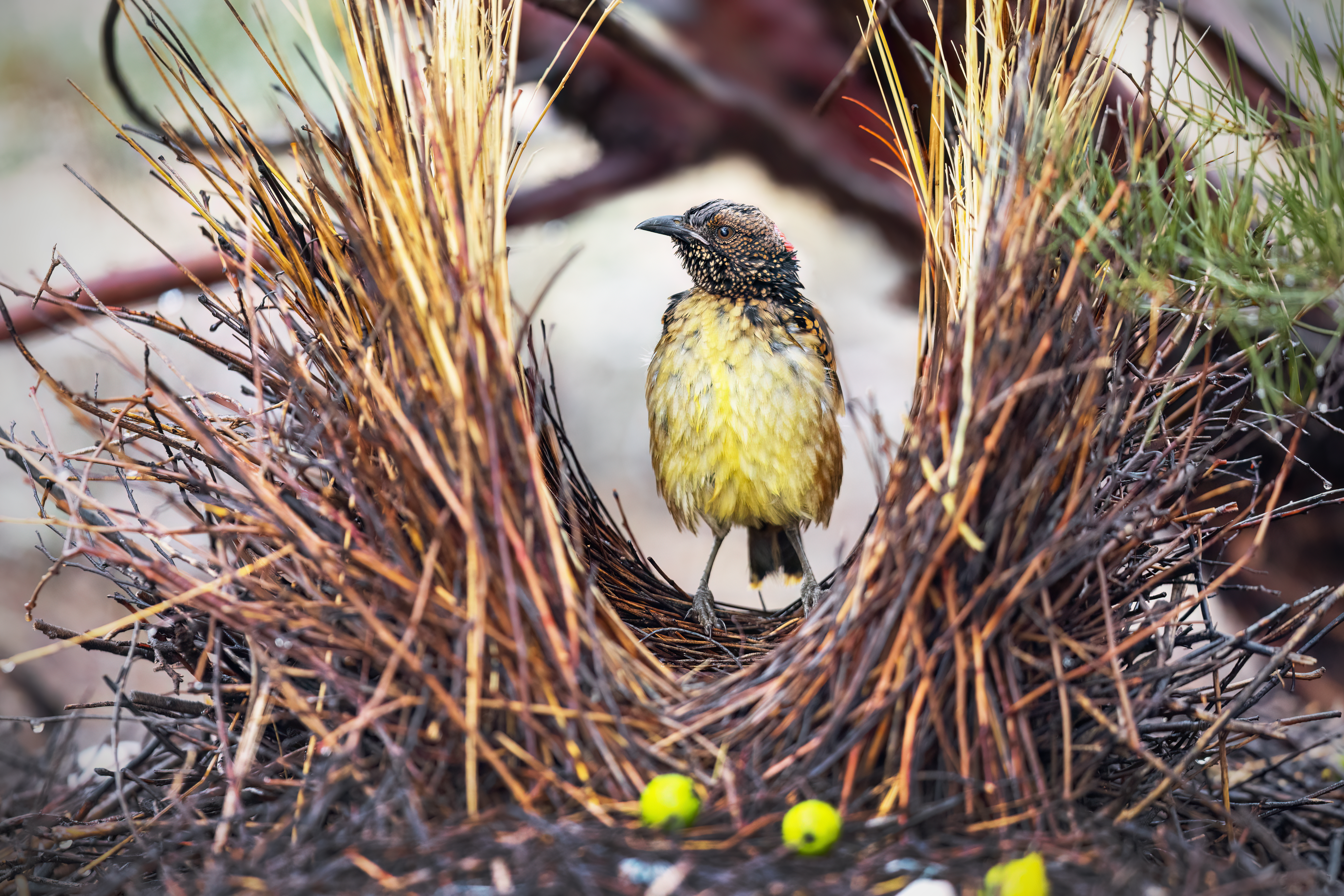
Un jardinier tacheté vers la ville d'Alice Springs en Australie. Septembre 2022.

Le Jardinier tacheté (Chlamydera guttata) est une espèce d'oiseaux appartenant à la famille des Ptilonorhynchidae. L'espèce est endémique en Australie. Elle est principalement située en Australie occidentale et dans la région Pilbara à l'ouest de l'Australie.

## Distribution
Cet oiseau occupe deux poches importantes dans l’ouest et le centre de l’Australie ne correspondant pas aux deux sous-espèces, carteri étant confiné au cap Nord-Ouest.

## Sous-espèces
D'après la classification de référence (version 5.2, 2015) du Congrès ornithologique international, cette espèce est constituée des sous-espèces suivantes :
- C. g. guttata Gould, 1862 : Australie occidentale jusqu’à la limite des déserts de Gibson dans le nord-est, et de Victoria dans le sud-est mais aussi sud du Territoire du Nord et nord de l’Australie-Méridionale avec, comme point central, Alice Springs ;
- C. g. carteri Mathews, 1920 : cap Nord-ouest dans le nord-ouest de l’Australie Occidentale ; Frith & Frith (1997) ont montré que cette forme, décrite en 1920 puis reprise en synonymie de guttata depuis 1930, constitue une sous-espèce valide.

## Habitat
Le Jardinier tacheté fréquente les boisements riverains, les fourrés et les broussailles en terrain rocheux et encaissé (de 0 à 500 m) mais toujours avec un accès à l’eau ; il visite également les jardins aux alentours des habitations humaines.

## Alimentation
Elle consiste en fruits (surtout des figues Ficus platypoda), baies, fleurs, bourgeons, nectar et invertébrés avec un complément de nourriture prélevée aux mangeoires et à proximité des habitations.

## Berceau
Frith & Frith (2009) signalent que les berceaux sont généralement espacés d’environ deux kilomètres. Les oiseaux à berceaux tachetés sont tributaires des buissons pour installer leur construction, privilégiant les figuiers Ficus platypoda et autres formations arbustives à branches retombantes dissimulant les berceaux. Les constructions mesurent 36 cm de longueur et 16 cm de largeur avec une allée de 23 cm de hauteur sur une plateforme dépassant largement les parois, de part et d’autre. Comme guttata était auparavant considérée comme une simple sous-espèce de maculata, les anciens auteurs n’avaient pas fait de description spécifique du berceau qui était, de façon sous-entendue, similaire dans les deux formes. Ottaviani (2014), ayant étudié les deux berceaux, observe une différence nettement marquée. Le berceau de maculata montre une plate-forme très fine, voire inexistante alors que celui de guttata présente généralement une assise épaisse et étendue. En revanche, les objets décoratifs sont assez similaires dans leur nature, leur forme et leur couleur.
Les décorations du berceau consistent en os, coquilles d’escargots, cailloux et autres fragments de calcite, tous de couleur blanche, et en fruits, bourgeons, cosses et morceaux de verre de couleur verte. Des objets humains comme des douilles de balles ou des boîtes métalliques de munitions ont également été retrouvés. Comme chez l’oiseau Jardinier maculé, le mâle peint la partie intérieure des brindilles, la mixture consistant, dans un cas à Ormiston Gorge, en pulpe de fruit d’un buisson : Eremophila maculata, myoporacée, un arbuste à fleurs puis à fruits rouges endémique d’Australie.

## Voix
Son répertoire vocal est similaire à celui du Jardinier maculé. Les imitations de 13 espèces d’oiseaux ont été identifiées ainsi que des toussotements humains, des miaulements de chat, des aboiements de chien et des hennissements de cheval, ces vocalises ayant été émises par des mâles propriétaires de berceaux en présence d’un prédateur. Les femelles produisent également des imitations quand elles sont au nid.

## Parade nuptiale
Chlamydera guttata est mal connue. Des mâles ont été observés dans des postures agressives tentant d’éloigner des congénères venus visiter leur berceau. Les mâles en parade nuptiale sautillent en battant des ailes et en adoptant d’autres attitudes propres à au Jardinier maculé. Dans ces postures communes, il maintient le bec relevé et bat des ailes en hochant la tête, il tient une décoration dans le bec et exhibe sa crête tout en orientant la queue à droite et à gauche. De petits groupes comprenant jusqu’à six individus viennent parfois observer un mâle en pleine parade mais la parade nuptiale complète avec l’accouplement n’a été observée qu’avec une femelle.

## Nidification
Le nid est généralement construit dans un arbuste ou un buisson et, occasionnellement, dans une formation de vigne grimpante, entre deux et six mètres de hauteur. Il consiste en une coupe de rameaux et de sarments de vignes avec un revêtement intérieur de fines fibres végétales (brins d’herbes, sarments de vignes, lambeaux de feuilles de casuarinas et d’acacias). Les œufs sont similaires à ceux de l’oiseau jardinier maculé avec un fond peut-être un peu moins verdâtre. La ponte comporte deux œufs mais peu de nids ont été découverts. Le temps d’incubation, la période d’élevage au nid, le développement des juvéniles et le nombre de jeunes produits sont inconnus.

## Statut et conservation
De nombreux oiseaux sont encore tués par l’homme pour les dégâts occasionnés dans les jardins (prélèvements de fruits et de légumes). La sous-espèce C. g. carteri, auparavant classée en « presque menacée », est récemment reconsidérée comme stable avec des effectifs estimés à 2000 oiseaux reproducteurs sur un territoire de 500 km2. BirdLife International (2013) répertorie globalement l’espèce en « préoccupation mineure » car elle vit sur un grand territoire et présente des effectifs stables.